# 岩倉郵便局
岩倉郵便局（いわくらゆうびんきょく）
- 愛知県岩倉市にある郵便局。本記事にて記述する。
- 和歌山県有田郡有田川町にある郵便局。局番号は47158。
- 徳島県美馬市にある郵便局。局番号は62126。

岩倉郵便局（いわくらゆうびんきょく）は愛知県岩倉市にある郵便局。民営化前の分類では集配普通郵便局であった。

## 概要
- 住所：〒482-8799 愛知県岩倉市旭町1-23-1

## 沿革
- 1876年（明治9年）4月10日 - 岩倉郵便局（五等）として開設[1]。
- 1880年（明治13年）12月10日 - 為替取扱を開始。
- 1881年（明治14年）1月20日 - 貯金取扱を開始。
- 1956年（昭和31年）2月1日 - 千秋郵便局[2]から電報配達業務の一部[3]を移管[4]。
- 1963年（昭和38年）11月22日 - 電話交換事務および和文電報配達事務を一宮電報電話局岩倉分室に移管。
- 1966年（昭和41年）9月1日 - 特定郵便局から普通郵便局に局種別改定。
- 1984年（昭和59年）8月13日 - 岩倉市栄町一丁目から同市旭町一丁目に移転。
- 2000年（平成12年）8月14日 - 外国通貨の両替および旅行小切手の売買に関する業務取扱を開始。
- 2007年（平成19年）10月1日 - 民営化に伴い、併設された郵便事業岩倉支店に一部業務を移管。
- 2012年（平成24年）10月1日 - 日本郵便株式会社発足に伴い、郵便事業岩倉支店を岩倉郵便局に統合。

## 取扱内容
- 郵便、印紙、ゆうパック、内容証明
- 貯金、為替、振替、振込、国際送金、国債、投資信託
- 生命保険、バイク自賠責保険、自動車保険
- ゆうちょ銀行ATM
- 「482-00xx」区域（岩倉市の全域）の集配業務
- ゆうゆう窓口

## 周辺
- 岩倉市役所
- 岩倉市図書館
- アピタ岩倉店

## アクセス
- 名鉄犬山線 岩倉駅（西口）から徒歩で約5分。
- 名鉄バス「岩倉駅」停留所下車。
- 名神高速道路 一宮ICから東へ約4km、小牧ICから南西へ約5km。
- 名古屋高速11号小牧線 小牧南出入口から西へ約3.5km。
- 駐車場あり：33台